# Enrico Silvestrin
Enrico Silvestrin (Roma, 30 maggio 1972) è un attore, conduttore radiofonico, conduttore televisivo e divulgatore musicale italiano.

## Biografia

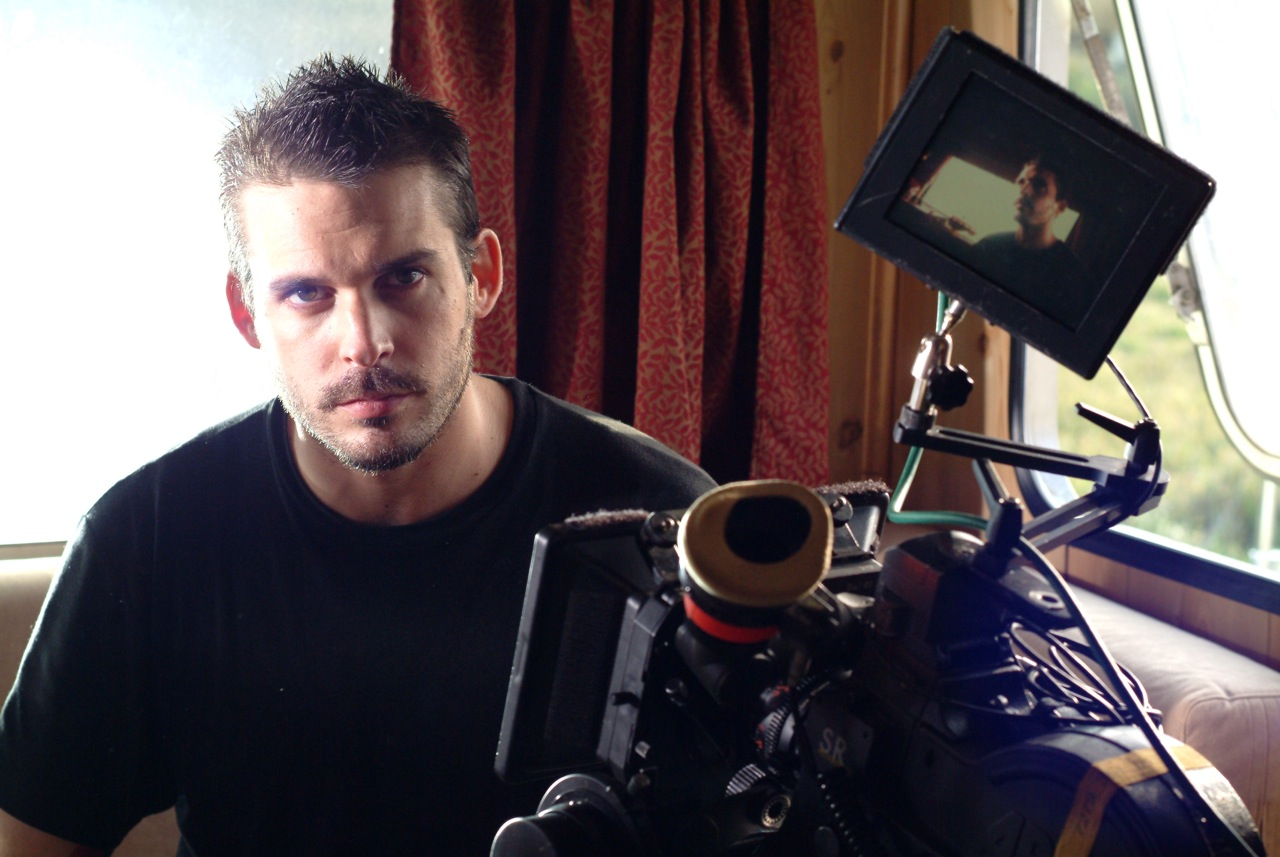
Enrico Silvestrin sul set del video di Battlefield (June of '76) dei Silv3rman nel 2004

Dopo la maturità classica, frequenta un corso di recitazione, dizione e movimento presso l'MTM Teatro Studio diretto da Lydia Biondi e Roberto Della Casa. Dopo una breve esperienza come modello, esordisce nel cinema nel 1992 con un piccolo ruolo nel film Le amiche del cuore diretto da Michele Placido.
Nel 1994 si trasferisce a Londra e diviene uno dei volti – nonché il primo VJ italiano – dell'emittente televisiva MTV Europe, conducendo in lingua inglese il programma The Morning Mix. Dagli studi di Camden Town conduce per tre stagioni vari format musicali due dei quali, Hanging Out e MTV Select, fanno registrare alti ascolti e vengono perciò replicati in diversi Paesi europei.
Dal 1995 al 1997 è impegnato anche nella conduzione di alcuni programmi radiofonici per Radio Deejay. Con la nascita di MTV Italia torna in patria e conduce Sonic per due stagioni (1997-1998).
Sempre in Italia, nel 1998, il regista Marcello Cesena lo scrittura nel cast del film TV Amiche davvero Nello stesso anno conduce per Rai 2 il concerto del Primo Maggio da piazza San Giovanni in Laterano a Roma. Per Rai 1 presenta il programma di musica dal vivo Taratata (1998-1999). Nel 1999 fa anche parte della commissione artistica del Festival di Sanremo e nel 2001 è inviato di Verissimo all'interno della kermesse ligure..
Nel 2005 lascia definitivamente MTV per dedicarsi prevalentemente alla carriera cinematografica.
Nel 2001 il regista Gabriele Muccino, che lo aveva già scritturato per Ecco fatto e Come te nessuno mai, lo vorrebbe per il ruolo di Adriano, protagonista ne L'ultimo bacio: sfortunatamente in quel periodo Silvestrin è già impegnato nella serie televisiva Via Zanardi 33 – poi rivelatasi un flop – e si trova costretto a rifiutare la parte, poi assegnata a Giorgio Pasotti. Nel 2003 Muccino lo scrittura ancora in Ricordati di me.
Al cinema affianca intanto l'attività televisiva e radiofonica: nel 2002-2003 partecipa alle prime due serie di Cocktail d'amore su Rai 2, affiancato da Massimo Coppola. Ancora per Rai2 conduce Stracult nel 2004. Nello stesso anno lavora anche a Radio Città Futura e, assieme a Paola Maugeri, conduce dal Circo Massimo di Roma l'evento benefico internazionale We Are The Future, ideato da Quincy Jones e trasmesso in mondovisione.

Nel 2004 è parte del cast di Che ne sarà di noi di Giovanni Veronesi, assieme a Silvio Muccino, Elio Germano e Violante Placido. Nel 2006 recita nel film horror Il bosco fuori, opera prima di Gabriele Albanesi, e interpreta il ruolo di poliziotto in due fiction televisive: su Rai 2 è l'ispettore Trombetti nei primi quattro episodi de L'ispettore Coliandro e su Canale 5 Alessandro Berti nella sesta stagione di Distretto di Polizia, ruolo che gli viene confermato per altre due stagioni. Lo stesso anno è coprotagonista accanto a Giuliana De Sio nel film TV La notte breve (2006), per la regia di Camilla Costanzo e Alessio Cremonini.

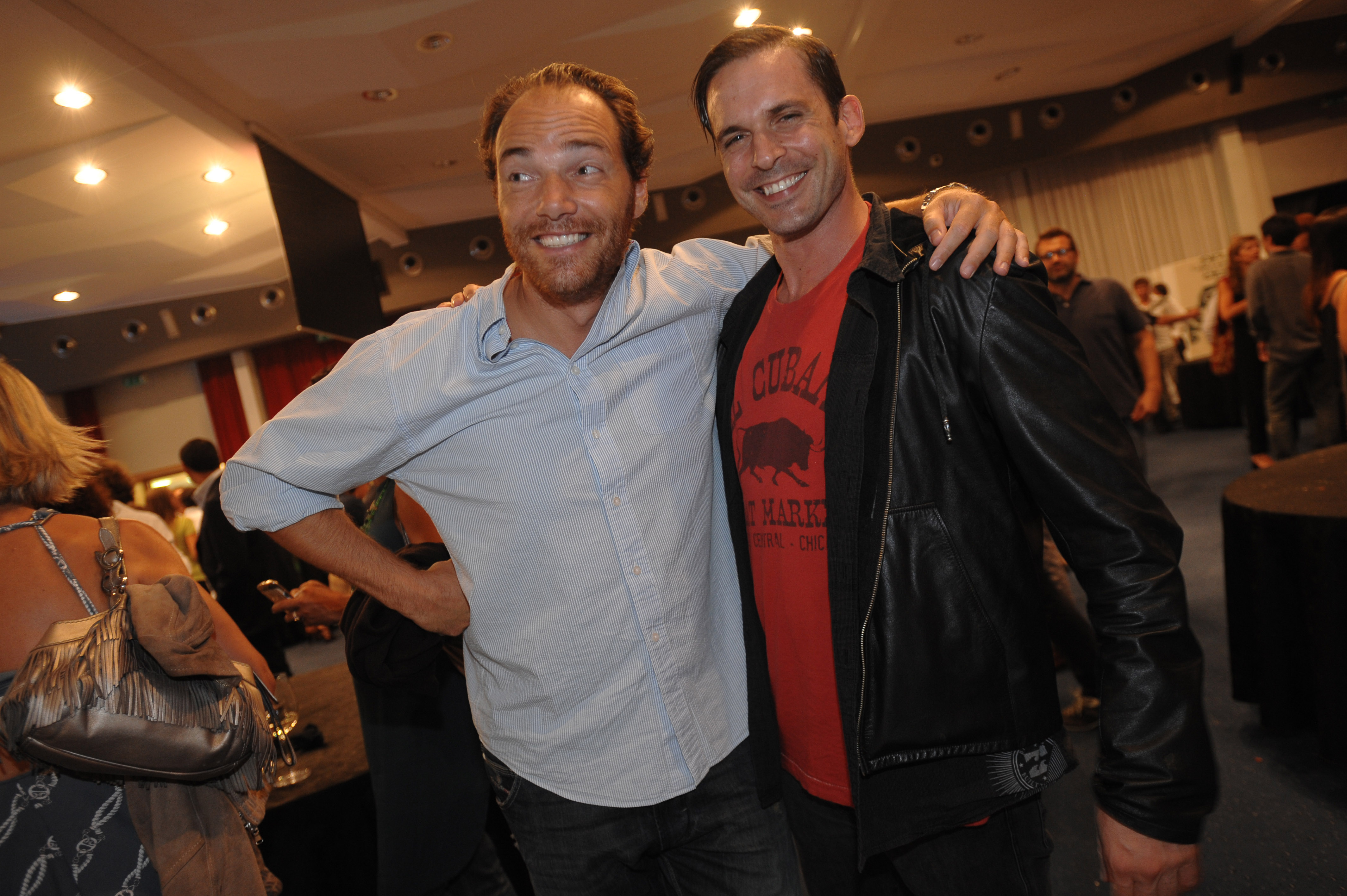
Silvestrin con Andrea Pezzi

 Nel 2007 conduce l’ultima edizione del Festivalbar con la iena Giulio Golia ed Elisabetta Canalis e successivamente il programma televisivo Havana Film Project sponsorizzato da Havana Club e trasmesso in 7 puntate sul canale Deejay Tv. Con l'occasione partecipa anche come attore a quattro cortometraggi realizzati interamente a Cuba da giovani registi italiani. Nel 2010 partecipa da coprotagonista alla serie televisiva I delitti del cuoco accanto a Bud Spencer.
Nel 2011 torna sul grande schermo con la commedia Come trovare nel modo giusto l'uomo sbagliato, in cui recita al fianco di Francesca Inaudi e Giulia Bevilacqua. L'anno seguente è la volta di Good As You - Tutti i colori dell'amore, adattamento dell'omonima commedia teatrale di Roberto Biondi. Nel giugno 2012 l'attore riceve il "Premio Margutta", evento culturale annuale presieduto da Gabriele Salvatores.
Su RadioRadio, emittente radiofonica laziale, ha condotto dal 2015 al 2017 il rotocalco Un giorno speciale in coppia con Stefano Molinari. Nel 2018 è stato concorrente nella terza edizione del Grande Fratello VIP.

### Musica econtent creation
Silvestrin è cantante, compositore e polistrumentista: suona chitarra, pianoforte, tastiere e batteria. Si è esibito per diverso tempo anche come deejay freelance in vari locali di Roma.
Come frontman del gruppo Agony 'n' Cage da lui stesso fondato, ha tenuto concerti sia nella Capitale che a Milano. Ha militato anche nei gruppi Tempus Fugit, Ilor e Silv3rman; da leader di quest'ultimo progetto ha scritto, prodotto e inciso interamente in proprio un album dalle sonorità grunge intitolato Larger Than Life, uscito nel 2004 su etichetta V2/Sony Music ed espressamente dedicato all'attivista no-global Carlo Giuliani. Nel 2013 ha suonato in tour nella band di J-Ax, l'Accademia Delle Teste Dure; del rapper milanese ha prodotto anche alcuni brani inclusi nell'album Il bello d'esser brutti del 2015, oltre a comparire nel video della canzone omonima.
Nel 2014 ha avviato in proprio l'attività di content creator, dapprima su YouTube quindi, dal 2020, anche su Twitch con il format SilveSTREAM tramite il quale, fra altro, divulga quotidianamente musica alternative e indipendente internazionale di vari generi. A partire dal 2024, i contenuti del suo canale YouTube – anch'essi con frequenza quasi giornaliera – vertono esclusivamente sulla sua squadra di calcio del cuore, il Milan.

### Vita privata
È stato legato sentimentalmente dal 2007 al 2011 a Emanuela Familiari, con cui l'8 ottobre 2011 ha avuto un figlio, Gianmarco.

## Filmografia

### Cinema
- Le amiche del cuore, regia di Michele Placido (1992)
- Ecco fatto, regia di Gabriele Muccino (1998)
- Come te nessuno mai, regia di Gabriele Muccino (1999)
- Il gioco, regia di Claudia Florio (1999)
- Ricordati di me, regia di Gabriele Muccino (2003)
- Che ne sarà di noi, regia di Giovanni Veronesi (2004)
- Piano 17, regia dei Manetti Bros. (2005)
- Il bosco fuori, regia di Gabriele Albanesi (2006)
- Come trovare nel modo giusto l'uomo sbagliato, regia di Salvatore Allocca e Daniela Cursi Masella (2011)
- Good As You - Tutti i colori dell'amore, regia di Mariano Lamberti (2012)
- AmeriQua, regia di Giovanni Consonni e Marco Belloni (2013)
- Treddì - Una notte agli studios, regia di Claudio Insegno (2013)
- Universitari - Molto più che amici, regia di Federico Moccia (2013)

### Cortometraggi
- Don Giovanni, regia di Varo Venturi (1998)
- Gli amici di Sara, regia di Gabriele Muccino - per la campagna di prevenzione dell'AIDS (1999)
- Acting/Out, regia di Davide Dapporto e Edoardo Iannini (2001)
- La moglie, regia di Andrea Zaccariello (2006)
- Thunderbird - muevete!, regia di Alessandro Rota (2010)

### Televisione
- Amiche davvero!, regia di Marcello Cesena - Film TV (1998)
- Via Zanardi, 33, regia di Antonello De Leo e Andrea Serafini - Sitcom, 24 episodi (2001)
- La piel prestada (Perfecta Pell) di Xabi Puerta, adattamento di Lydia Zimmermann per l'emittente catalana TV3 (2005)
- La notte breve, regia di Camilla Costanzo e Alessio Cremonini - Film TV (2006)
- L'ispettore Coliandro , prima stagione, regia dei Manetti Bros. - Serie TV, 4 episodi (2006)
- Distretto di Polizia - serie TV, 78 episodi (2006-2008)
- Crimini bianchi, regia di Alberto Ferrari - Serie TV, episodio 1x01 (2008)
- Havana Film Project, serie di quattro cortometraggi su Cuba, Deejay TV (2010)
- I delitti del cuoco, regia di Alessandro Capone - Serie TV, 11 episodi (2010)
- 6 passi nel giallo, regia di Edoardo Margheriti - Serie TV, episodio 1x02 Sotto protezione (2012)

## Programmi televisivi
- Dial MTV (MTV, 1994)
- The morning mix (MTV, 1994-1995)
- The afternoon mix (MTV, 1995-1996)
- Hits Non Stop (MTV, 1996-1997)
- Hanging out (MTV, 1996-1997)
- Sonic (MTV, 1997-1998)
- Hitlist Italia (MTV, 1998-1999)
- Concerto del Primo Maggio (Rai 2, 1998; Rai 3, 2015)
- MTV Select (MTV, 1998-1999)
- Taratata (Rai 1, 1998-1999)
- MTV Supersonic (MTV, 2002-2004)
- Cocktail d'amore (Rai 2, 2002-2003)
- Stracult (Rai 2, 2003)
- We are the future (MTV, 2004)
- Coca-Cola Live@Mtv (MTV, 2004-2005)
- Festivalbar (Italia 1, 2007)
- Grande Fratello VIP (Canale 5, 2018) - concorrente

## Radio
- Radio Deejay (1995-1996)
- Radio Rai (1997)
- Radio Città Futura (2004-2005)
- Radio Radio (2014)

## Live streaming
- SilveSTREAM[29] su Twitch (2020-presente)

## Pubblicità
- Ragù Star (1991)
- Profilattici Control (1991)
- Enciclopedia del Rock, De Agostini (1999)
- Coca-Cola, Coca-Cola Live@Mtv (2004)

## Discografia
- 2004 – Larger Than Life (V2/Sony Music) con il gruppo "Silv3rman"

## Riconoscimenti
- XX Fano International Film Festival (2008), miglior attore nel cortometraggio La moglie.
- Premio Salvo Randone (2008), miglior attore nella fiction Distretto di Polizia 8.
- IX Amori in Corto (2009), miglior attore ne La moglie.
- III Capri Art Film Festival (2009), premio Capri Press.
- Premio Margutta - La Via delle Arti (2012)